# Pharyngobolus africanus
Pharyngobolus africanus är en tvåvingeart som beskrevs av Brauer 1866. Pharyngobolus africanus ingår i släktet Pharyngobolus och familjen styngflugor. Inga underarter finns listade i Catalogue of Life.